# 风度学校
风度学校，位于中国广东省韶关市始兴县隘子镇彩岭村，为始兴县的一个县级文物保护单位，类型为近现代重要史迹及代表性建筑，公布时间为1990年7月13日。
风度学校的历史年代为抗日战争时期—现在。